# Velîki Iunacikî, Krasîliv
Velîki Iunacikî (în ucraineană Великі Юначки) este un sat în comuna Kremenciukî din raionul Krasîliv, regiunea Hmelnîțkîi, Ucraina.

## Demografie
Componența lingvistică a localității Velîki Iunacikî
     Ucraineană (99,27%)
     Alte limbi (0,72%)
Conform recensământului din 2001, majoritatea populației localității Velîki Iunacikî era vorbitoare de ucraineană (99,27%), existând în minoritate și vorbitori de alte limbi.